# Mustafa Acar
Mustafa Acar (* 1969 in der Türkei) ist deutscher Politologe und Fachbuchautor.

## Leben
Acar lebt seit 1998 in Deutschland. Er studierte Politikwissenschaft an der Universität Hamburg und dissertierte 2010 über Das Wahlverhalten der türkischstämmigen Wahlberechtigten in der Bundesrepublik Deutschland (Buchveröffentlichung 2011). Weitere Publikationen über Türkische Kaffeehäuser in Deutschland (2007) und Politische Einstellungen von türkischen Migranten in Hamburg (2012). Seit 2011 erscheinen seine Veröffentlichungen in dem Hamburger Wissenschaftsverlag Verlag Dr. Kovač. Auch verfasste er Beiträge zu Fachbüchern, beispielsweise Anatolian Tigers or Islamic Capital (2004) in Prospects and Challenges. Middle Eastern Studies. Acar ist Mitgründer des European Center for Constitutional and Human Rights.

## Werke (Auswahl)
- Das Wahlverhalten der türkischstämmigen Wahlberechtigten in der Bundesrepublik Deutschland. Eine Untersuchung zur Erklärung des politischen Verhaltens von Deutsch-Türken bei den Bundestagswahlen 2002 und 2005. Verlag Dr. Kovač, Hamburg 2011, ISBN 978-3-8300-5759-8.
- Politische Einstellungen von türkischen Migranten in Hamburg. Eine empirische Untersuchung zum politischen Leben von Türken. Verlag Dr. Kovač, Hamburg 2012, ISBN 978-3-8300-6253-0.
- Marginalisierung und Radikalislam. Eine empirische Untersuchung über türkische Jugendliche vor dem Hintergrund des islamistischen Radikalismus in marginalisierten Stadtteilen am Beispiel Wilhelmsburg in Hamburg. Verlag Dr. Kovač, Hamburg 2019, ISBN 978-3-339-10840-1.

## Weblink
- Literatur von und über Mustafa Acar im Katalog der Deutschen Nationalbibliothek

## Einzelbelege
1. ↑  Ömer Demir, Mustafa Acar, Metin Toprak: Anatolian Tigers or Islamic Capital: Prospects and Challenges. Middle Eastern Studies, Volume 40, Number 6, November 2004, S. 166–188 (23), doi:10.1080/0026320042000282937

| Personendaten    | Personendaten                          |
| ---------------- | -------------------------------------- |
| NAME             | Acar, Mustafa                          |
| KURZBESCHREIBUNG | deutscher Politologe und Fachbuchautor |
| GEBURTSDATUM     | 1969                                   |
| GEBURTSORT       | Türkei                                 |